# اگر وی. مورفری
اگر وی. مورفری (انگلیسی: Eger V. Murphree؛ زاده ۳ نوامبر ۱۸۹۸ درگذشته ۲۹ اکتبر ۱۹۶۲) یک شیمی‌دان بود.